# Art News
Art News è stato un magazine settimanale di approfondimento culturale sul mondo dell'arte in onda dal 2006 su Rai 3 e, dal 2009 anche sul canale tematico Rai Storia. La trasmissione è cessata nel 2013. Condotto in studio da Maria Paola Orlandini, il programma ha visto la presenza di inviati quali Claudio Strinati e Antonio Paolucci.